# Susy Egert
Susyellen Cristina Exeverria Egert, mais conhecida como Susy Egert (Coxim, 08 de dezembro de 1988), é uma mãe gamer, CEO e fundadora da iNCO Gaming, organização brasileira de esportes eletrônicos com equipes em PUBG Mobile, Call of Duty: Mobile, Honor of Kings e Standoff 2. A organização é focada em jogos mobile e possui duas casas com mais de 1000m² cada: Uma designada a moradia de seus atletas e outra como um centro de treinamento.

## Biografia
Criada pela avó, Susy cresceu em um ambiente totalmente feminino, em sua cidade natal: Coxim, Mato Grosso do Sul, cidade onde ficou até seus 16 anos e logo se mudou para Campo Grande, Mato Grosso do Sul. Com sua experiencia em marketing adquirida no período em que trabalho em shoppings centers, Susy aplicou seus conhecimentos na área imobiliária, em Foz do Iguaçu. A empresária é mãe de Pedro de 12 anos e Izabel de 8 meses.
É fundadora da iNCO Gaming, organização criada em abril de 2021 pela empresária e seu marido, Luiz Egert. Atualmente a iNCO Gaming é campeã brasileira em PUBG Mobile e Standoff 2; Além de ser campeã LATAM em Call of Duty: Mobile e terceira colocada no mundial. Atualmente a organização conta com aproximadamente 30 funcionários.